# Adiantum aethiopicum
Adiantum aethiopicum är en kantbräkenväxtart som beskrevs av Carolus Linnaeus. Adiantum aethiopicum ingår i släktet Adiantum och familjen Pteridaceae. Inga underarter finns listade.

## Bildgalleri

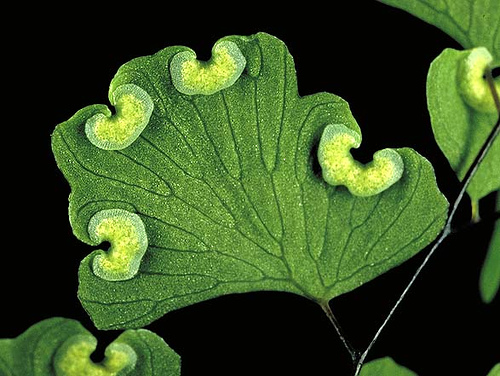
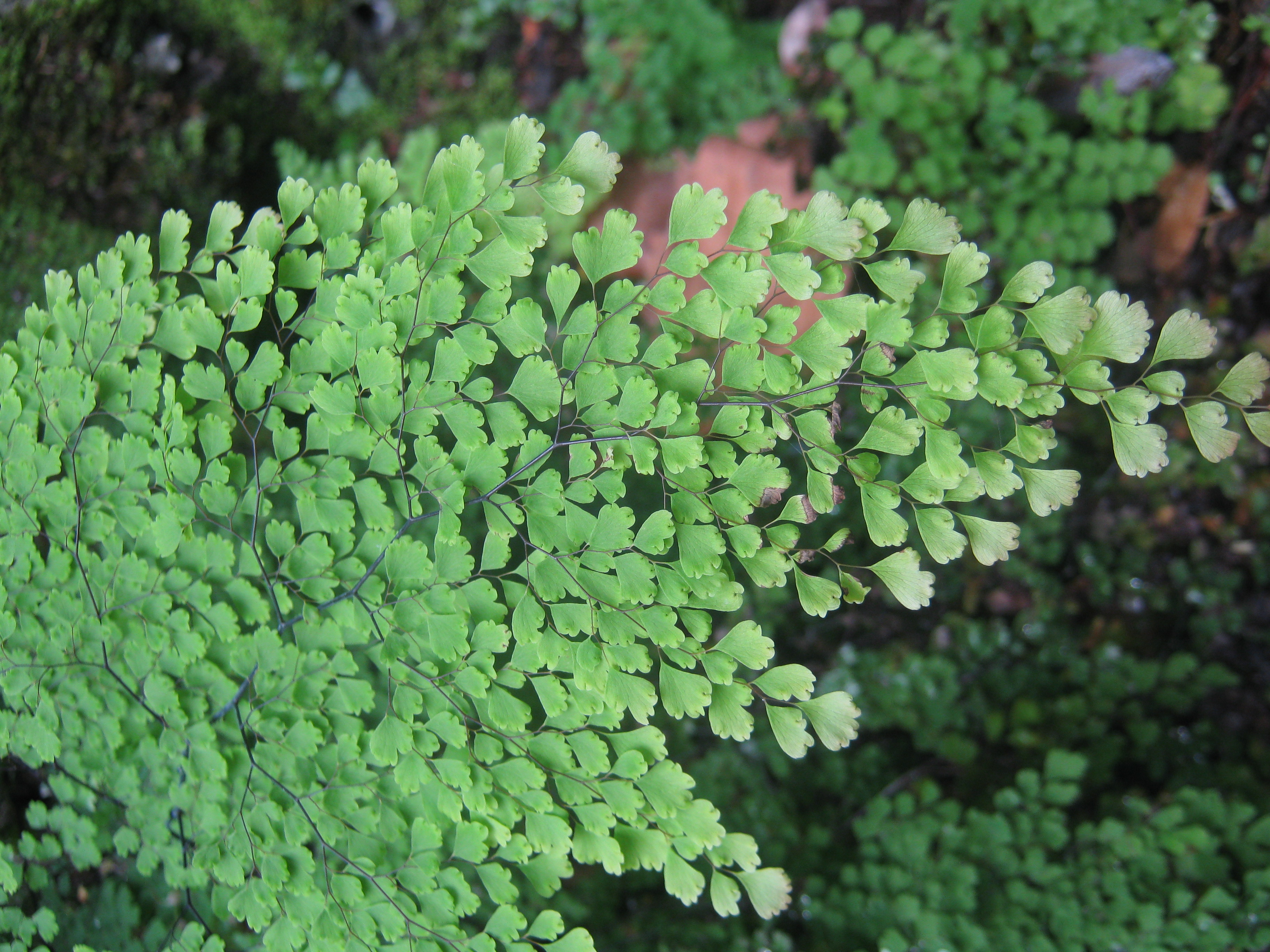
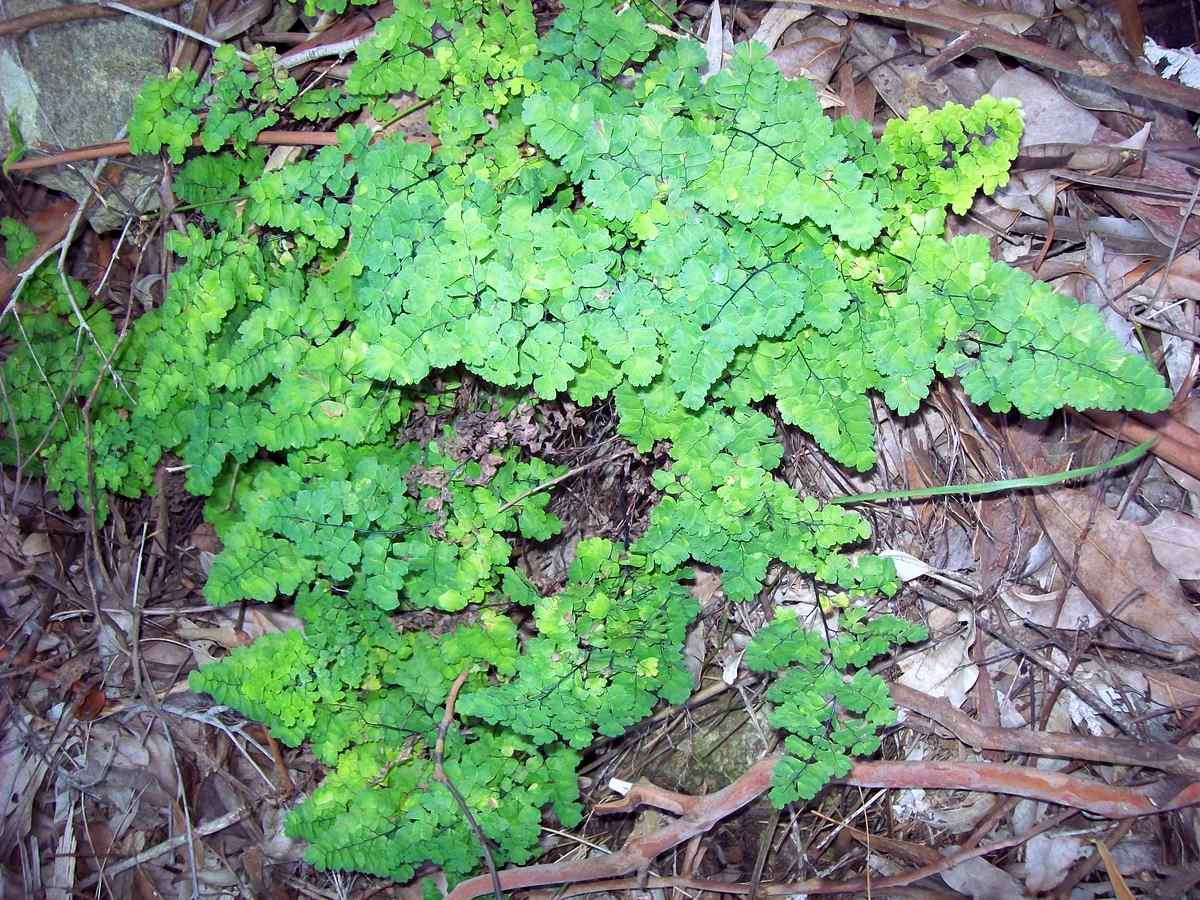
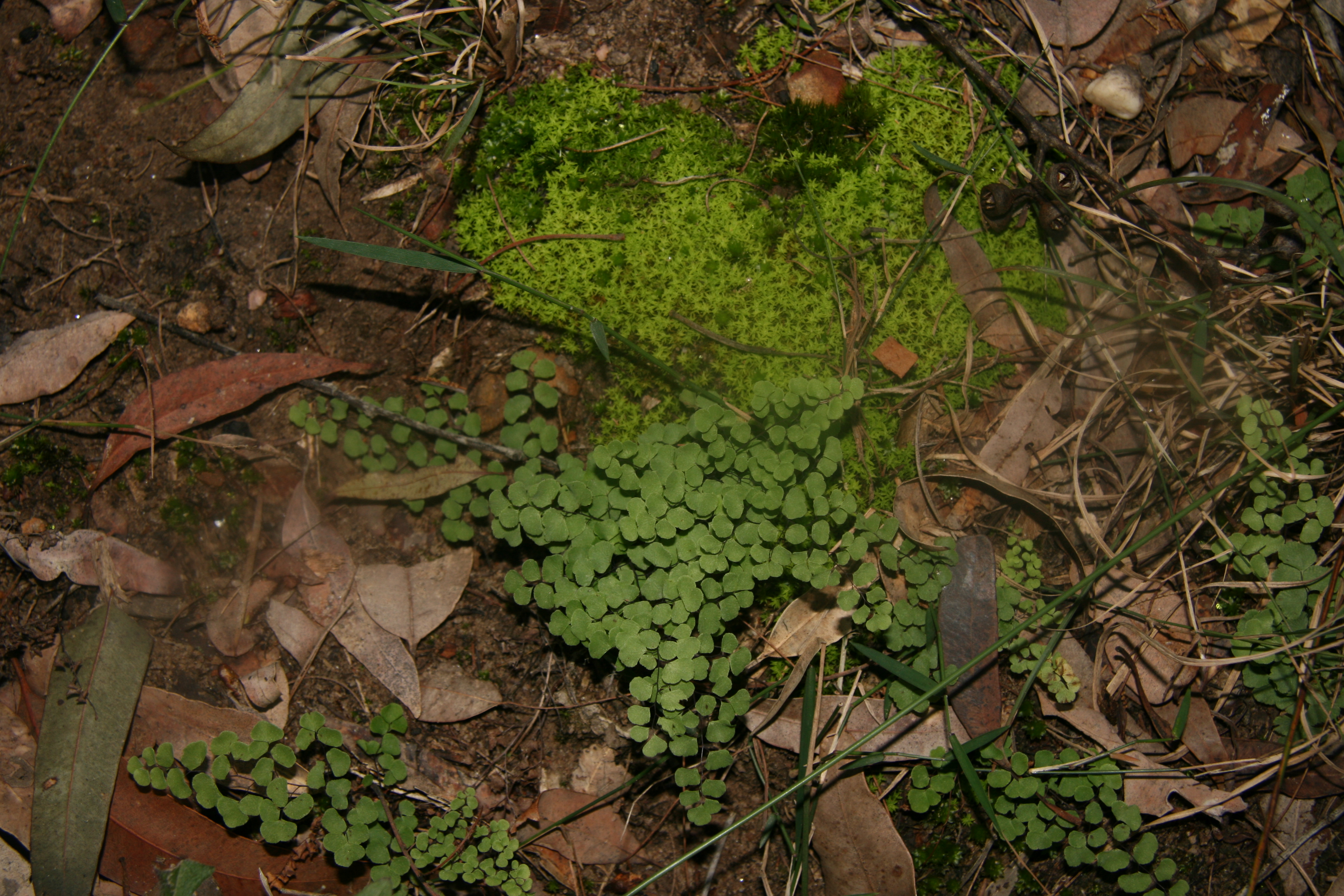